# Philippe Henri de Ségur
Philippe Henri, marchese de Ségur (Parigi, 20 gennaio 1724 – Châtenay-sur-Seine, 3 ottobre 1801) è stato un generale francese, Ministro della guerra della Francia sotto Luigi XVI, maresciallo di Francia dal 1783.

## Biografia
Figlio di Henri François de Ségur (1689-1751) e di Angélique de Froissy (1702-1785), figlia naturale legittimata del reggente Filippo II, fu capitano nel reggimento Rosen Cavalerie nel 1739, colonnello nei reggimenti Vexin nel 1743 e Soissonnais nel 1745, e servì agli ordini del padre in Italia e in Boemia. Venne ferito a Roucoux, perse un braccio alla battaglia di Lauffeldt nel 1747 e venne nominato brigadiere il 27 luglio 1747. Il 23 marzo 1748 succedette al padre come tenente generale in Champagne e Brie, e divenne maresciallo di campo il 25 agosto 1749. Nel 1753 fu nominato governatore della contea di Foix.
Durante la guerra dei sette anni combatté a Hastenbeck nel 1757, Krefeld nel 1758 e Minden nel 1759. Nel 1760 venne fatto prigioniero a Kloster Kampen. Fu nominato ispettore generale della fanteria il 25 maggio 1758, e tenente generale il 18 maggio 1760. Divenne cavaliere dell'Ordine dello Spirito Santo il 7 giugno 1767.
Le capacità dimostrate dal 1775 come governatore della Franca Contea gli valsero la nomina a segretario di Stato per la guerra il 25 dicembre 1780. Tre anni dopo creò uno Stato Maggiore permanente e introdusse regolamenti fondamentali riguardo alle caserme e agli ospedali militari.
Si accollò la responsabilità, pur non approvandolo, dell'editto di stampo reazionario che da lui prese il nome, e che impediva ai non nobili di diventare ufficiali.
Creato maresciallo di Francia nel 1783, lasciò il ministero nel settembre dello 1787.
Durante il Terrore fu imprigionato per sei mesi, versando dopo la liberazione nella più grande povertà in seguito al sequestro totale dei beni decretato dalla Convenzione nazionale. Sbarcò il lunario scrivendo pièce teatrali, soprattutto vaudeville, ma anche commedie in prosa e in versi, opere e opere comiche. Napoleone gli assegnò una pensione annuale di 6.000 franchi nel 1800. Morì l'anno seguente.

## Matrimonio e discendenza
Nel 1749 aveva sposato Louise Anne de Vernon, creola di Santo Domingo, che gli diede due figli:
- Louis-Philippe de Ségur (1753-1830), storico e diplomatico
- Joseph-Alexandre de Ségur (1756-1805), militare e letterato.